# Петър Богданов
 Тази статия е за българския комунист.  За спортиста вижте Петър Богданов (лекоатлет).  
Петър Иванов Богданов е български партиен деец от БРП (к). Участник в комунистическото съпротивително движение през Втората световна война.

## Биография
Петър Богданов е роден в град Трявна на 16 юни 1908 година. Завършва прогимназия в Трявна и гимназия във Велико Търново. Следва в Агрономо-лесовъдния факултет на СУ в София. Присъединява се към БРП (к). Един от основателите и ръководителите на Българския общ народен студентски съюз (БОНСС). През 1936 година е арестуван и осъден по ЗЗД с десетгодишна присъда. През 1940 година е амнистиран Участва в комунистическото съпротивително движение през Втората световна война. Сътрудник на Военната комисия на БРП (к). След анексията на Вардарската бановина през пролетта на 1941 г. е изпратен в Скопие като пълномощник на ЦК. На 17 август на конференция на Областния комитет на ЮКП в Скопие, Богданов като официално потвърждава желанието на местния Покраински комитет на Македония за присъединяване към БРП и защитава Методи Шаторов. Със задача да укрепи местните структури през декември 1941 г. пристига в Пазарджик. Поради ареста на 7 януари 1942 г. на Луко Луков, по конспиративни съображения решава да се разпусне целият състав на ОК на БРП в града. През пролетта е арестуван и впоследствие съден в процеса срещу ЦК на БРП. Осъден е на смърт и на 23 юли 1942 година е разстрелян на Гарнизонното стрелбище в София, заедно с Антон Иванов, Антон Попов, Атанас Романов, Никола Вапцаров и Георги Минчев.